# Льюис, Брайан
Брайан Льюис (англ. Brian M. Lewis; род. 5 декабря 1974, Сакраменто, Калифорния) — американский спринтер, чемпион мира и Олимпийских игр 2000 года в Сиднее (Австралия).

## Биография
Брайан Льюис родился в Сакраменто (Калифорния) и играл в бейсбол в девятом классе (его отец и дядя профессионально играли в бейсбол), но затем перешёл в лёгкую атлетику, потому что не хотел, чтобы его отец его тренировал. В 1993 году Льюис окончил среднюю школу Highlands.
Льюис был членом сборной команды США в эстафете 4×100 метров, которая не смогла завершить свой забег на чемпионате мира 1997 года в Афинах. На Играх доброй воли 1998 года Льюис был третьим на дистанции 100 м.
В 1999 году Льюис выиграл национальный чемпионат США в беге на 100 метров и пробежал третий этап в составе американской команды в эстафете 4×100 метров (Джон Драммонд, Бернард Уильямс, Брайн Льюис, Морис Грин, Тим Монтгомери, Кеннет Брокенбурр), которая выиграла золотую медаль на чемпионате мира, а также вышла в полуфинал в беге на 100 метров. На Олимпийских играх в Сиднее Льюис бежал третий этап в эстафете 4×100 метров, завоевавшей золотые медали с результатом 37,61 с и опередившей сборные Бразилии и Кубы.